# Пик, Генри Кристиан
Генри Кристиан Пик (нидерл. Henri Christiaan Pieck; 19 апреля 1895, Ден-Хелдер — 12 января 1972, Гаага) — нидерландский архитектор, художник, коммунист. Участник нидерландского движения Сопротивления, сотрудничал с советской разведкой.

## Биография
Работал под началом советского разведчика Игнация Рейсса. Организовал приём для шифровальщиков Форин-офиса в Гааге, после чего начал работу по вербовке одного из них — Герберта Кинга. Копировал представленные Кингом документы большой важности, некоторые из которых были представлены лично Сталину, в том числе телеграммы английского посольства в Берлине о результатах переговоров с Гитлером.
Арестован 9 июня 1941 года за участие в движении Сопротивления, прошёл через Амерсфорт и Бухенвальд.